# Chanda Sandipan
Chanda Sandipan  est un grand maître international d'échecs indien indien né le 13 août 1983 à Calcutta (Inde). Au 1er octobre 2014 son classement Elo est de 2 603 points ce qui en fait le 10e joueur indien et le 28e joueur asiatique. Son record est de 2 656 points en mai 2011.
Il est devenu grand maître international en 2003 et a représenté l'Inde aux olympiades d'échecs en 2004, 2006 et 2008.
En 2010 et 2013, il termine à la première-quatrième place ex æquo du festival d'échecs de Gibraltar mais est battu à chaque fois lors du premier tour des départages pour la première place.
Il fait partie de l'équipe de secondants qui entraine le champion du monde en titre Viswanathan Anand dès l'été 2013 en vue du championnat du monde qui se tient à la fin de cette même année. Il a auparavant accompagné Anand dans un tournoi de haut niveau en Norvège.
Il fait ensuite partie des secondants d'Anand lors de ce même championnat.